# Emmanuel Robin
Pour les articles homonymes, voir Robin.
Emmanuel Robin, né le 22 mai 1900 à Babœuf et mort le 1er août 1981 à Saint-Germain-en-Laye, est un écrivain français.

## Biographie
Fils d'une institutrice et d'un père qu'il ne connut jamais, élève d'Alain en khâgne au lycée Henri-IV (Paris), il devint professeur de lettres (notamment à Coutances et Saint-Germain-en-Laye). Il se maria en 1927 et commença bientôt la rédaction de son premier roman, Accusé, lève-toi (qui fut par la suite réédité sous le titre L'Accusé), publié en 1929, et couronné par le premier prix du Premier Roman (décerné par un jury qui comprenait François Mauriac, André Maurois, Julien Green, et Georges Bernanos). Il publia en 1933 un deuxième roman, moins satisfaisant, Catherine Pecq. Il mourut en 1981, peu de temps avant la réédition de L'Accusé.
L'Accusé raconte quelques mois de la vie d'un garçon - l'humiliation subie par le jeune narrateur, qui le conduit à adopter une attitude absurde et à précipiter sa propre déchéance. L'Accusé a parfois été présenté comme un précurseur de La Nausée de Sartre ou de L'Étranger de Camus.
« Il y a des malheurs qui vous suivent comme des chiens et auxquels on donne à manger tous les jours. » (L'Accusé, Phébus libretto, p. 115).
Le 29 mars 1991, dans la série "Douleurs, une littérature de francs-tireurs" des Chemins de la connaissance, France-Culture diffuse une émission qui lui est consacrée, produite par Catherine Soullard.

## Œuvres
- Accusé, lève-toi, Plon (collection La Palatine), 1929 ; réédité chez Phébus sous le titre L'Accusé.
- Catherine Pecq, Plon (collection La Palatine), 1933.